# Alana Haim
Pour les articles homonymes, voir Haim (homonymie).
Alana Haim est une auteure-compositrice-interprète, musicienne et actrice américaine, née le 15 décembre 1991 à Los Angeles.
Elle fait partie du groupe Haim avec ses sœurs aînées Este (en) et Danielle.

## Biographie
Alana Mychal Haim naît le 15 décembre 1991 à Los Angeles.
Son père, Mordechai Haim (en), est un ancien footballeur israélien ayant joué pour le Maccabi Jaffa F.C.
En 2021, elle est en tête d'affiche du film Licorice Pizza de Paul Thomas Anderson après que celui-ci l'a remarquée lors du tournage de clips avec le groupe. Pour sa prestation, elle est nommée aux Golden Globes 2022 dans la catégorie « meilleure actrice dans une comédie ou une comédie musicale ».

## Filmographie

### Cinéma
- 2021 : Licorice Pizza de Paul Thomas Anderson : Alana Kane
- 2025 : One Battle After Another de Paul Thomas Anderson
- 2025 : The Mastermind de Kelly Reichardt

### Clips
Clips du groupe Haim réalisés par Paul Thomas Anderson :
- Valentine (2017)
- Little of Your Love (2017)
- Summer Girl (2019)
- Now I'm In It (2019)
- Hallelujah (2019)
- The Steps (2020)
- Man From The Magazine (2020)
- Dragonball Durag (2020)

## Distinctions

### Récompense
- Satellite Awards 2022 : Meilleure actrice dans un film musical ou une comédie pour Licorice Pizza

### Nominations
- Golden Globes 2022 : Meilleure actrice dans un film musical ou une comédie pour Licorice Pizza
- BAFA 2022 : Meilleure actrice pour Licorice Pizza